# Psycho Killer (roman)
Pour les articles homonymes, voir Psycho Killer.
Psycho Killer (titre original : The Red Mohawk) est un roman policier fantastique, paru de manière anonyme en 2013 directement dans sa traduction française aux éditions Sonatine, traduit par Cindy Kapen. Une version en langue originale a ensuite été publiée par les éditions Black Shadow Press en 2015. D'abord roman indépendant, celui-ci a par la suite été intégré à la série Bourbon Kid à la parution de sa suite, Le Pape, le Kid et l'Iroquois ; il constitue ainsi le cinquième volume de la série et l'action se déroule après Le Livre de la mort.

## Résumé
B Movie Hell, modeste commune des États-Unis aux 3 672 habitants. Lorsqu'un tueur en série au masque identique à celui du tueur dans le film Halloween surmonté d'une crête rouge assassine plusieurs habitants de la ville, deux agents spéciaux sont envoyés sur les lieux pour enquêter. Bien vite, Jack Munson et Milena Fonseca (les deux agents en question) font le lien entre cette affaire et un vieux projet gouvernemental. Les choses se compliquent encore plus lorsque les habitants de B Movie Hell, bien résolus à cacher un sombre secret, décident de résoudre eux-mêmes l'affaire. À n'importe quel prix.

## Accueil critique
Le quotidien 20 minutes voit en ce livre « un monde de BD en noir et blanc », le comparant à Sin City. Pour le magazine en ligne Slate, l'intrigue de Psycho Killer se rapproche de celles de Halloween et Massacre à la tronçonneuse.

## Adaptation cinématographique
En 2014, le développement d'une adaptation cinématographique par le producteur Alexandra Milchan et par la société de production Material Pictures appartenant à Tobey Maguire est annoncée.

## Éditions
- The Red Mohawk, Black Shadow Press, 8 mai 2015, 244 p.  (ISBN 978-0-9932577-0-4)
- Psycho Killer, Sonatine, 17 octobre 2013, trad. Cindy Kapen, 368 p.  (ISBN 978-2-35584-227-6)
- Psycho Killer, Le Livre de poche, coll. « Thriller » no 33519, 1er octobre 2014, trad. Cindy Kapen, 402 p.  (ISBN 978-2-253-00113-3)